# Gazzillion Ear
Gazzillion Ear,так же Gazzillion Ear EP - сингл британо-американского репера MF Doom, выпущенный на британском независимом лейбле Lex Records. Сингл содержит основной сингл, спродюсированный J Dilla, а так же ремиксы Тома Йорка, Дэйва Ситека и Jneiro Jarel.Основной сингл был представлен два месяца спустя, 24 марта 2010 года, в качестве второго трека в альбоме MF Doom 2009 года Born Like This. Йорк выпустил второй ремикс Gazzillion Ear,в 2021 году, после смерти MF Doom

## Критический приём
Сайт Pitcfork оценил EP на 7,2 из 10 баллов, отметив ремикс Тома Йорка словами "И как бы многообещающе ни звучал этот скользящий, ледяной бит, он звучит слишком призрачно и скорбно, чтобы подкрепить куплет",а о ремиксе Jneiro Jarel: "Он сделал кое-что получше, чем просто отвлекал слушателей от того, насколько хороша оригинальная версия, — он дал хороший повод поразмышлять о том, как мог бы звучать DOOM под другие треки в таком стиле"
Сайт Album of the Year оценил EP на 93 балла из 100 на основе 46 оценок

## Трек лист

### CD версия
| №                   | Название                           | Продюсер                | Длительность |
| ------------------- | ---------------------------------- | ----------------------- | ------------ |
| 1.                  | «Gazzillion Ear»                   | J Dilla                 | 4:15         |
| 2.                  | «Gazzillion Ear»                   | Том Йорк                | 4:13         |
| 3.                  | «Gazzillion Ear»                   | Jneiro Jarel            | 3:53         |
| 4.                  | «Gazzillion Ear»                   | Jneiro Jarel,Дэйв Ситек | 3:29         |
| 5.                  | «The.Green.Whore.Net (Bonus beat)» | MF Doom                 | 1:18         |
| Общая длительность: | Общая длительность:                | Общая длительность:     | 17:08        |

### Виниловая версия

#### Сторона A
| №  | Название                           | {{{extra_column}}}      | Длительность |
| -- | ---------------------------------- | ----------------------- | ------------ |
| 1. | «Gazzillion-Ear»                   | J Dilla                 | 4:11         |
| 2. | «Gazzillion-Ear»                   | Том Йорк                | 4:12         |
| 3. | «Gazzillion-Ear»                   | Dr. Who Dat?            | 3:56         |
| 4. | «Gazzillion-Ear»                   | Jneiro Jarel,Дэйв Ситек | 3:28         |
| 5. | «Gazzillion-Ear-Apella (Acapella)» |                         | 4:08         |
| 6. | «Gazzillion-Ear (Instrumental)»    | J Dilla                 | 4:10         |